# Patriarchal-Exarchat Damaskus
Das Patriarchal-Exarchat Damaskus (lateinisch Damascenus) ist ein in Syrien gelegenes Patriarchal-Exarchat der armenisch-katholischen Kirche mit Sitz in Damaskus.

## Geschichte
Ein armenisch-katholische Gemeinde gibt es seit 1763 in Damaskus. Das Patriarchal-Exarchat wurde am 6. November 1984 errichtet.

## Patriarchal-Exarchen von Damaskus
- Pater Kevork Tayroyan (1984–1997)
- Bischof Joseph Arnaouti ICPB (seit 1997)

## Statistik
| Jahr | Bevölkerung | Bevölkerung | Bevölkerung | Priester     | Priester         | Priester       | Priester               | Ständige Diakone | Ordensleute  | Ordensleute      | Pfarreien |
| Jahr | Katholiken  | Einwohner   | %           | Gesamtanzahl | Diözesanpriester | Ordenspriester | Katholiken je Priester | Ständige Diakone | Ordensbrüder | Ordensschwestern |           |
| ---- | ----------- | ----------- | ----------- | ------------ | ---------------- | -------------- | ---------------------- | ---------------- | ------------ | ---------------- | --------- |
| 1998 | 4.000       |             |             | 1            | 1                |                | 4.000                  |                  |              | 2                | 1         |
| 2005 | 4.500       |             |             | 1            |                  | 1              | 4.500                  |                  | 1            | 3                | 1         |
| 2010 | 4.500       |             |             | 1            |                  | 1              | 4.500                  |                  | 1            | 2                | 1         |
| 2020 | 4.500       |             |             | 1            |                  | 1              | 4.500                  |                  | 3            |                  | 1         |